# Volant d'inèrcia
Un volant d'inèrcia concebut de manera simplificada, és senzillament un cilindre prim que pivota sobre un eix perfectament vertical i perpendicular al pla de rotació, ha d'estar correctament lubrificat per tal d'evitar al màxim la pèrdua de moment d'inèrcia per fricció. Així, d'aquesta manera, donant un impuls suficient, el volant es manté en rotació durant una llarga estona.
Les propietats dels volants d'inèrcia s'utilitzen en màquines cícliques, com per exemple, el motor d'explosió d'un automòbil i així reduir les variacions de velocitat quan hi ha canvis en el parell motor o el parell de càrrega dins el cicle.
Els primers volants d'inèrcia que es va utilitzar aparegué al Neolític emprat en el torn de terrissaire. Posteriorment van tenir múltiples usos com en molins, pous, maquinària del teatre, eines mecàniques
En l'actualitat els volants d'inèrcia també es fan servir com acumuladors d'energia cinètica. En els vehicles redueixen el consum energètic, ja que recuperen l'energia de la frenada i disminueixen la necessitat de potència del motor
En la distribució d'electricitat urbana els volants d'inèrcia fan de bateries electromecàniques. En algunes joguines els volants d'inèrcia acumulen inèrcia en els cotxets que es "carreguen" fregant les rodetes contra el terra. També funcionen per un volant d'inèrcia els io-ios que acumulen en la baixada l'energia que utilitzaran per pujar.
El primer a utilitzar la paraula volant d'inèrcia (volant d'inertie) va ser Louis Guillaume Perreaux de l'Orne, l'any 1868 qui la usà en el seu velocípede a vapor, invent precursor de la moderna motocicleta.

## Funcionament

Volant d'inèrcia radial

Si es fa girar un objecte, en resulta el moment d'inèrcia que és un vector perpendicular a l'eix de rotació, que en el cas d'un cilindre equival en meitat de la seva massa pel quadrat del seu radi. Si intentem inclinar un volant en rotació, aquest ofereix resistència.
El volant continua el seu moviment per inèrcia quan s'atura el parell motor que el propulsa. D'aquesta manera el volant d'inèrcia s'oposa a les acceleracions brusques en un moviment rotatiu. Així s'aconsegueixen reduir les fluctuacions de la velocitat angular. És a dir, que es fa servir el volant per a suavitzar el flux d'energia entre una font de potència i la seva càrrega.
En una màquina de vapor tradicional és una roda de grans dimensions, que té dues funcions. La primera és suavitzar el moviment giratori evitar el moviment impulsiu que s'obté al fer la transformació del moviment lineal en giratori regularitzant el gir. La segona funció és fer de politja de transmissió.